# Tunnel Nollinger Berg
Der Tunnel Nollinger Berg ist ein 1268 Meter langer Straßentunnel und bildet ein Teilstück der A 861. Im Durchschnitt verkehren 20.000 Fahrzeuge täglich durch den Tunnel, davon etwa 12 % Lastkraftwagen. Die Baukosten des Tunnels beliefen sich auf 30,6 Mio. Euro. Auf die beiden Südportale des Tunnel führt die Engelseebrücke.
Der in Nord-Süd-Richtung verlaufene Tunnel führt durch den gleichnamigen Berg in Nollingen, einem Stadtteil von Rheinfelden (Baden), und überwindet von Süden nach Norden eine Steigung von 3,85 %. Der Tunnel besteht aus einer Ost- und einer Weströhre, die in einem Abstand von 30 Metern parallel zueinander verlaufen. Nördlich vom Tunnel liegt das Autobahndreieck Hochrhein, das zur A 98 führt. Die Tunnelröhren verlaufen in einer leichten Querneigung von 3 %. Aufgrund unterschiedlicher geologischer und hydrologischer Verhältnisse erfolgte der bergmännische Vortrieb in Anlehnung an die sogenannte Neue Österreichische Tunnelbaumethode als gemischter Bagger- und Sprengvortrieb. Der Tunnel wurde als Arbeitsgemeinschaft vieler Unternehmen gebaut; federführend war das Bauunternehmen Max Bögl aus Bayern.
Ursprünglich sollte der Tunnel nur aus der am 16. Dezember 2002 fertiggestellten Oströhre bestehen. Aufgrund der schweren Brandunfälle im Gotthard-, Mont-Blanc- und Tauerntunnel wurde beschlossen, für den Gegenverkehr eine zweite Röhre zu bauen, um damit das Unfallrisiko zu minimieren. Im Sommer 2005 wurde die Weströhre fertiggestellt. Die betriebs- und sicherheitstechnischen Ausstattungen machen den Tunnel zu einem der modernsten und sichersten Deutschlands. Der ADAC verlieh dem Tunnel das Prädikat „sehr gut“.